# Грантс (Њу Мексико)
Грантс (енгл. Grants) град је у америчкој савезној држави Њу Мексико.

## Демографија
По попису из 2010. године број становника је 9.182, што је 376 (4,3%) становника више него 2000. године.
| Група             | 2000.         | 2010.         |
| Белци             | 2.863 (32,5%) | 2.651 (28,9%) |
| Афроамериканци    | 143 (1,6%)    | 159 (1,7%)    |
| Азијати           | 81 (0,9%)     | 78 (0,8%)     |
| Хиспаноамериканци | 4.611 (52,4%) | 4.782 (52,1%) |
| Укупно            | 8.806         | 9.182         |